# Akihiro Nagašima
Akihiro Nagašima (* 9. duben 1964) je bývalý japonský fotbalista.

## Klubová kariéra
Hrával za Gamba Ósaka, Šimizu S-Pulse a Vissel Kóbe.

## Reprezentační kariéra
Akihiro Nagašima odehrál za japonský národní tým v letech 1990–1991 celkem 4 reprezentační utkání.

## Statistiky
| Japonsko | Japonsko | Japonsko |
| Roky     | Záp.     | Góly     |
| -------- | -------- | -------- |
| 1990     | 3        | 0        |
| 1991     | 1        | 0        |
| Celkem   | 4        | 0        |